# Coregonus hoyi
Coregonus hoyi és una espècie de peix d'aigua dolça de la família dels salmònids i de l'ordre dels salmoniformes.

## Morfologia
Els mascles poden assolir els 37 cm de llargària total.

## Hàbitat
Viu en llacs entre 30-189 m de fondària.

## Distribució geogràfica
Es troba a Nord-amèrica: només als Grans Llacs (llevat del llac Erie) i al llac Nipigon (Canadà).

## Depredadors
És depredat per Lota lota, Oncorhynchus tshawytscha, Salmo trutta trutta i Salvelinus namaycush.

## Longevitat
Viu fins als 10 anys.